# Рождество Богородично (Белозем)
„Рождество Богородично“ е православен параклис в село Белозем, област Пловдив, България. Намира се до възела на Автомагистрала Тракия и пътя Белозем – Шишманци.

## История
Строителството на храма „Рождество Богородично“ е започнато през 2009 г., като 27 000 лева са осигурени от държавата за неговото изграждане. Земята е дарение от Бялка Борисова Кехайова, с корени от село Белозем, но от дълги години живееща в София. Тя дарява 6 декара земя в селото на пловдивската митрополия. Митрополията пък, от своя страна, я предоставя безвъзмездно на селото за съграждане на православен параклис. За довършването на храма са помогнали много хора, свързани със селото, представители от политическите партии и свещеници. Голяма заслуга има енорийският свещеник Петър Шаламанов, който за тази си дейност е произведен в Свещеноиконом. В строителството на храма са вложени 110 000 лв.
На 29 септември 2013 г. параклисът е открит тържествено с литургия, водена от митрополит Николай Пловдивски.